# Mercedes-Benz type 170
Mercedes-Benz type 170 var en topersoners roadster i Mercedes-Benz SLK-klassen. Bilen blev produceret mellem september 1996 og marts 2004 og var den første cabriolet i lang tid, som var udstyret med et fast, sammenklappeligt ståltag. Taget, som også kaldes Retractable Hardtop eller Vario-Dach, forsvinder fuldstændigt og automatisk ned i bilens bagagerum.
Da taget var fremstillet af stål, forenede det fordelene ved en hardtop og en stofkaleches fleksibilitet. Derved kunne SLK både være en roadster og en coupé. Taget forsvandt ned i bagagerummet i løbet af 25 sekunder. På grund af denne teknik kunne bagagerummet med åbnet tag kun rumme 145 mod normalt 348 liter. Taget var produceret af firmaet Car Top Systems.
Der blev i alt bygget 311.222 eksemplarer af type 170, hvilket gjorde modellen til Tysklands mest solgte roadster og afløste Mazda MX-5 i salgsstatistikken.

## Modelhistorie
Den teknisk set på C-klassen (type 202) baserede SLK fik i februar 2000 et facelift med modifikationer af både designet og motorprogrammet. Blandt andet fik basismotoren på 2,0 liter en kompressor hvilket øgede effekten, og for første gang kunne SLK-klassen også fås med en sekscylindret motor. Det drejede sig om modellen SLK 320 med den fra andre Mercedes-Benz-modeller kendte 3,2-liters V6-motor med tre ventiler pr. cylinder og dobbelttænding. I SLK kunne motoren også kombineres med en manuel gearkasse, hvor den i andre modeller havde automatgear som standardudstyr. Topmodellen var SLK 32 AMG med 260 kW (354 hk).
I forbindelse med faceliftet ("Mopf" = Modellpflege) fik alle versioner elektronisk stabilitetsprogram og sekstrins manuel gearkasse som standardudstyr, og desuden fik kabinen materialer i en bedre kvalitet. Udvendigt kan den faceliftede SLK (type 170) kendes på de nydesignede sidelister og skørter samt blinklysene i sidespejlshusene.
Efterfølgeren, type 171, kom på markedet i april 2004. SLK (type 170) dannede basis for den frem til slutningen af 2007 producerede Chrysler Crossfire.
- Prototypen SLK II fra 1994
- Mercedes-Benz SLK 320 (2000−2004)
- Bagfra
- SLK under åbning af Vario-taget

## Motorer
| Model              | Slagvolume | Motortype | Effekt          | Drejnings- moment | Byggeår   | Bemærkninger                                     |
| ------------------ | ---------- | --------- | --------------- | ----------------- | --------- | ------------------------------------------------ |
| 1996−2000          |            |           |                 |                   |           |                                                  |
| SLK 200            | 1998 cm³   | R4        | 100 kW (136 hk) | 190 Nm            | 1996−2000 |                                                  |
| SLK 200 Kompressor | 1998 cm³   | R4        | 141 kW (192 hk) | 230 Nm            | 1996−2000 | Eksportmodel til Italien, Grækenland og Portugal |
| SLK 230 Kompressor | 2295 cm³   | R4        | 142 kW (193 hk) | 280 Nm            | 1996−2000 |                                                  |
| 2000−2004          |            |           |                 |                   |           |                                                  |
| SLK 200 Kompressor | 1998 cm³   | R4        | 120 kW (163 hk) | 230 Nm            | 2000−2004 |                                                  |
| SLK 230 Kompressor | 2295 cm³   | R4        | 145 kW (197 hk) | 280 Nm            | 2000−2004 |                                                  |
| SLK 320            | 3199 cm³   | V6        | 160 kW (218 hk) | 310 Nm            | 2000−2004 |                                                  |
| SLK 32 AMG         | 3199 cm³   | V6        | 260 kW (354 hk) | 450 Nm            | 2001−2004 |                                                  |